# Sapir-Whorf-Hypothese
Die Sapir-Whorf-Hypothese ist eine Annahme aus der Sprachwissenschaft (Linguistik), der zufolge die Sprache das Denken beeinflusst. Sie wurde posthum abgeleitet aus Schriften von Benjamin Lee Whorf (1897–1941), der sich wiederum auf seinen Lehrer Edward Sapir (1884–1939) berief. Den Ausdruck „Sapir-Whorf-Hypothese“ führte 1954 der Sprachwissenschaftler und Anthropologe Harry Hoijer (1904–1976) ein. Den Gedanken Sapirs zufolge dient Sprache als „guide to social reality“. Unsere Eindrücke und Erfahrungen mit der Umwelt lassen sich unterschiedlich ausdrücken, so dass die Versprachlichung der Konzepte relativiert wird. Die Hypothese versucht eine Antwort auf die Frage zu finden, ob und wie eine bestimmte Sprache mit ihren grammatikalischen und lexikalischen Strukturen die Welterfahrung der betreffenden Sprachgemeinschaft beeinflusst.
Im 19. Jahrhundert entwickelte Wilhelm von Humboldt in einem Vorwort zu einer typologischen Untersuchung über die Kawi-Sprachen den Begriff Innere Sprachform, der oft in Richtung Linguistische Relativität interpretiert wird. Dieses Konzept eines sprachlichen Weltbildes wurde später wieder von Leo Weisgerber vertreten. Benjamin Whorfs Konzepte sind denen Humboldts ähnlich, es ist allerdings nicht klar, ob ihm Humboldts Werk bekannt war. Auch in den Schriften von Gottlob Frege und Ludwig Wittgenstein finden sich bereits ähnliche Vorstellungen.

## Inhalt der Hypothese
In der Linguistik besagt die Sapir-Whorf-Hypothese, dass die Art und Weise, wie ein Mensch denkt, stark durch die semantische Struktur und den Wortschatz seiner Muttersprache beeinflusst oder bestimmt werde. Daraus folge, dass es bestimmte Gedanken einer einzelnen Person in einer Sprache gebe, die von jemandem, der eine andere Sprache spricht, nicht verstanden werden könnten. Das Axiom wurde von Benjamin Whorf entwickelt, der sich auf den Sprachwissenschaftler Edward Sapir beruft. Die Hypothese wurde aus den in den 1950er Jahren veröffentlichten Schriften von Whorf zu dem Thema postum abgeleitet. Es steht zur Debatte, ob der Gedankengang Whorfs selbst bereits als eine Hypothese, sprich eine Annahme, die entweder bestätigt oder verworfen werden kann, zu verstehen ist, oder vielmehr als ein Axiom, sprich ein nicht in Frage zu stellender Zusammenhang. Die gängige Literatur beschäftigt sich überwiegend mit der abgeleiteten Hypothese statt mit dem ihr zugrundeliegenden axiomatischen Konzept von Whorf bzw. Sapir, das vielleicht nie dazu bestimmt war, verneint oder bejaht zu werden.
Die Sapir-Whorf-Hypothese wird in zwei Varianten definiert, als sprachliche Relativität und als linguistischer Determinismus, der eine prinzipielle Unübersetzbarkeit fremdsprachlicher Texte behauptet. Diese zweite, schärfere Version wurde von Vertretern sprachlicher Universalien in die Diskussion gebracht, die die Annahmen von Sapir und Whorf uminterpretierten, wie verschiedene Belege zeigen: „language determining perception (cf. Sapir and Whorf)“;; „In recent years the anthropologists Whorf […] have put forward the view that language is a determinant of perception and thought […] the semantic character of the form classes fixes the fundamental reality in a language community“ „The structure of anyone’s native language strongly influences or fully determines the world-view he will acquire as he learns the language“. Die Variante verbreitete sich und wurde dann auch leicht widerlegt, um als Beweis für die Sichtweisen der Universalgrammatiker dienen zu können. Dies wurde so jedoch von den Vertretern der Relativitätstheorie nie behauptet.
Die eigentliche, ursprüngliche Variante (sprachliche Relativität) geht vom Einfluss der Sprache auf das Denken aus, da Sprachen unterschiedliche Aspekte der Realität betonen:

“We dissect nature along lines laid down by our native languages. The categories and types that we isolate from the world of phenomena we do not find there because they stare every observer in the face; on the contrary, the world is presented in a kaleidoscopic flux of impressions which has to be organized by our minds – and this means largely by the linguistic systems in our minds. We cut nature up, organize it into concepts, and ascribe significances as we do, largely because we are parties to an agreement to organize it in this ways – an agreement that holds throughout our speech community and is codified in the patterns of language.”

„Wir gliedern die Natur nach den Vorgaben unserer Muttersprachen. Die Kategorien und Typen, die wir aus der Welt der Phänomene isolieren, finden wir dort noch nicht vor, sie blicken jedem Betrachter als eigene Gegebenheit ins Gesicht. Die Welt stellt sich uns kaleidoskopartig als ein Fluss von Eindrücken dar, der von unserem Verstand erst organisiert werden muss – und das bedeutet weitgehend von den sprachlichen Strukturen unseres Verstandes. Wir zerschneiden die Natur, ordnen sie ein in Begriffe und weisen diesen Bedeutungen zu. Wir tun dies, als wären wir Teilnehmer einer Vereinbarung, alles erst auf diese Weise zu organisieren – einer Vereinbarung, die für unsere jeweilige Sprachgemeinschaft gilt und die bereits in unseren Sprachmustern kodifiziert ist.“

Sprachen geben zwar Einteilungen der Realität und Interpretationen vor, diese können aber von den Menschen frei genutzt werden.

## Prinzip der sprachlichen Relativität

### Definition
Das Prinzip der sprachlichen Relativität besagt, „dass die Sprachen die außersprachliche Wirklichkeit nicht alle in der gleichen Weise aufteilen“, gleichsam Netze [oder einfacher und genauer: Karten] sind, die mit unterschiedlichen Maschen über die Wirklichkeit geworfen werden. Unterschiedliche Umweltbedingungen und gesellschaftliche Entwicklungen führen dazu, dass jede Sprache aus einer unendlichen Zahl an Konzepten nur die jeweils nötigen versprachlicht. Sprache filtert dadurch die weniger wichtigen aus. Dadurch kommt es zu einer beständigen Wechselbeziehung zwischen Sprache und Gesellschaft, was dann auch zu einer prinzipiellen Offenheit gegenüber neuen Gedanken und Wörtern führt. “Which was first: the language patterns or the cultural norms? In main they have grown up together, constantly influencing each other.”

### Beispiele
Hinsichtlich des Prinzips der sprachlichen Relativität muss zwischen dem Streit um einzelne angebliche Forschungsergebnisse, insbesondere denen von Whorf, und dem letztlich unproblematischen Befund unterschieden werden.
Whorfs Forschungsergebnisse bei den Hopi-Indianern wurden durch empirische Nachuntersuchungen „z. T. in Frage gestellt“ bzw. klar widerlegt.
Als Standard-Beispiele werden genannt:
- Unterschiede in den Termini für Farben. Dieses Forschungsgebiet geht auf eine Studie von Brent Berlin und Paul Kay zurück (siehe Literatur):
Deutsch: grün, blau, grau, braun
Walisisch: gwyrdd (für grün), glas (grün, auch blau/grau), llwyd (Anteile von „grau“ und „braun“).
- Kulturell relevante Konzepte spiegeln sich im Lexikon einer Sprache. Von Whorf selbst wurde dies durch die vermeintliche Existenz einer angeblich enorm großen Anzahl von Eskimo-Wörtern für Schnee illustriert, die aber als widerlegt gilt. Ein anderes angeführtes Beispiel sind Lexeme für den Reis im Japanischen.[17]

Fälle der so genannten lexikalischen Inkongruität (Nichtdeckungsgleichheit im Wortschatz) werden auch unabhängig von der Sapir-Whorf-Hypothese angeführt:
Bekannt ist das „Holz-Wald-Baum-Beispiel“ von Louis Hjelmslev, der darauf hingewiesen hat, dass der Inhaltsbereich „Baum – Holz (landschaftlich und veraltend auch in der Bedeutung Wald) – Wald“ im Dänischen, Französischen und im Deutschen unterschiedlich gegliedert ist: „træ (Baum und Holz) – skov (Wald)“ im Dänischen und „arbre (Baum) – bois (Holz und Wald) – forêt (großer Wald)“ im Französischen.
Dieser zwischensprachliche und innersprachliche – und ein entsprechender synchronischer und diachronischer – Befund führt in der lexikalischen Semantik zur Untersuchung von Wortfeldern.

### Empirische Forschung
Während früher angenommen worden war, dass die etwa 6000 Sprachen der Welt sich in ihrem grammatischen Aufbau zwar unterscheiden, diese Unterschiede jedoch nicht sehr weitreichend sind, hat die Erforschung auch kleinerer Sprachen gezeigt, dass teilweise drastische Unterschiede im Sprachaufbau existieren. Spätestens seit den 1990er Jahren setzte durch die vermehrte grammatische Erschließung auch außereuropäischer Sprachen ein regelrechter Forschungsboom zu der Frage ein, ob Sprache das Denken beeinflusse. Untersucht wurden dabei z. B. Unterschiede in der sprachlichen Konzeptualisierung von Zeit oder die Auswirkungen unterschiedlicher Numeralklassifikatorsysteme. Dabei wird in den letzten Jahren vermehrt Wert auf psycholinguistische Verfahren gelegt, die mit nichtsprachlichen Tests arbeiten, um einem Zirkelschluss zu entgehen: Wenn Sprache Einfluss auf das Denken hat, muss diesem Gedankengang zufolge ein Experiment das Denken messen und darf nicht auf sprachlichem Input basieren bzw. sprachlichen Output messen. Insgesamt weisen empirische Belege darauf hin, dass tatsächlich eine solche Beeinflussung der Sprache auf das Denken stattfindet, diese scheint sich jedoch beim Lernen einer Fremdsprache relativ schnell abzubauen.
Ein Fallbeispiel: In einer Studie wurden monolinguale deutsche Muttersprachler, spanische Muttersprachler und mehrsprachige Personen, die beide Sprachen als Erst- oder Fremdsprache gelernt hatten, befragt, welche Adjektive sie mit dem deutschen oder spanischen Wort für Brücke verbinden. Einsprachige deutsche Muttersprachler assoziierten kulturell typisch ‚feminine‘ Eigenschaften, wie „schön, elegant, zierlich, friedlich, hübsch, schlank“, spanische Muttersprachler typisch männliche Adjektive wie „groß, gefährlich, lang, kräftig“. Bei den mehrsprachigen Personen fielen die Assoziationen hingegen bedeutend durchmischter aus. Es wird angenommen, dass dies darauf zurückzuführen ist, dass das Wort „die Brücke“ im Deutschen ein grammatisches Femininum ist, „el puente“ im Spanischen aber grammatikalisch maskulin. Die Ergebnisse dieser Studie konnten aber nicht repliziert werden.

### Kontroverse zur Deutung der sprachlichen Relativität
Kontrovers ist die Deutung dieser Struktur- und Sprachabhängigkeit der Wortbedeutungen:
Wenn die Grundunterscheidung zwischen Wort und Begriff entweder nicht beachtet oder auf Grund einer nominalistischen Position nicht vollzogen wird, scheint das linguistische Relativitätsprinzip notwendig auch zu einem begrifflichen Relativismus zu führen.
In realistischer Perspektive besagt das Prinzip der sprachlichen Relativität nur, dass die Bedeutung der Sprachzeichen auf Grund ihrer Beliebigkeit und Konventionalität zwar von der Struktur des jeweiligen Wortfeldes abhängt, sich dadurch aber nichts an der einen objektiven Wirklichkeit und an ihrer Erkennbarkeit ändert.
In Schwierigkeiten scheint allerdings eine rationalistische, kognitivistische Erkenntnistheorie zu geraten. Jedenfalls für Hjelmslev stand für sein Beispiel (oben) fest, dass das „Konzept“ Wald „eine sprachliche und keine generelle, sprachunabhängige kognitive Form des Denkens“ ist.
Wird eine realistische Erkenntnisposition abgelehnt, steht dies einem Empirismus entgegen oder umgekehrt: Um eine empiristische Prämisse zu stützen, wird von einer grundsätzlichen Unübersetzbarkeit ausgegangen (siehe unten).

## Abhängigkeit der Erkenntnis von der Sprache
Vom Phänomen der sprachlichen Relativität zu unterscheiden ist die Frage, inwieweit die menschliche Erkenntnis durch die Sprache bedingt ist. Eine Abhängigkeit an sich wurde nie behauptet, jedoch in den Folgediskussionen unterstellt. Die Sapir-Whorf-Hypothese geht vielmehr davon aus, dass verschiedene Sprachen durch die Wahl der Versprachlichungen verschiedene Aspekte der Realität betonen. So gibt es bei den Inuit nicht viele Dinge zu zählen. Aber auch wenn sie nur über Zahlen bis zehn verfügen, schließt das nicht mathematische Fähigkeiten für Operationen mit mehr Zahlen aus. Durch den Kontakt mit anderen Sprachen und weiteren Zahlwörtern können die Inuit weiter zählen.
Einen sprachlichen Determinismus vertrat im Grunde schon zuvor Wilhelm von Humboldt, der im 19. Jahrhundert die Hypothese von der sprachlich vermittelten „Weltansicht“ vertrat. Ein empirischer Beweis konnte bis heute nicht erbracht werden, obwohl dies oft versucht wurde. Jedoch wurde im Rahmen der Eurokrise eine umstrittene Studie des Volkswirts Keith Chen von der Yale School of Management veröffentlicht, in welcher er aufzeigt, wie stark letztlich das wirtschaftliche Verhalten inklusive Sparraten und Vermögensaufbau von der jeweiligen Landessprache bestimmt sein solle.
Als Beispiel, wie die Sprache die Wahrnehmung beeinflusst, wird eine Begebenheit von Whorf angeführt: Benjamin Lee Whorf arbeitete als Inspektor bei einer Versicherungsgesellschaft. Dort untersuchte er Schadensfälle. Ein Kessel, der vorher Flüssigbrennstoff enthielt, war mit einer Aufschrift gekennzeichnet: „leer“. Es kam zu einer Explosion, weil die Arbeiter nicht an die Möglichkeit glaubten, dass ein leerer Behälter gefährlich sein könne. Das Wort „leer“ hatte ihnen die Möglichkeit genommen, an eine Gefahr zu denken. Eine relevante Information wäre gewesen: „Vorsicht! Kessel kann explosive Gase enthalten.“
Seit den 1980er-Jahren beanspruchen zahlreiche psycholinguistische Studien zum generischen Maskulinum, den Einfluss von Sprache auf das Denken zu beweisen (siehe Studien zum Verstehen und Gebrauch des generischen Maskulinums und Studien zu geschlechtergerechter Sprache).

## Unübersetzbarkeit fremdsprachiger Texte
Die Sapir-Whorf-Hypothese führt zu der These von der grundsätzlichen Unübersetzbarkeit fremdsprachiger Texte. Dies ist dann ein Problem der Übersetzungstheorie.

## Kritik

### Empirische Kritik
- Hopi-Sprache: Die Sapir-Whorf-Hypothese geht ursprünglich zurück auf Forschungen über die Hopi-Sprache, die Benjamin Lee Whorf durchführte. Dabei schien es, dass die Hopi-Sprache keine Wörter, grammatischen Formen, Konstruktionen oder Ausdrücke enthält, die sich direkt auf das, was wir Zeit nennen oder auf Vergangenheit, Gegenwart oder Zukunft beziehen.[38]

Whorfs vermeintliche Feldforschungen basierten jedoch nur auf sekundären Quellen. So bezog er all seine Informationen über die Hopi-Sprache von einem einzigen Hopi-Bewanderten aus New York, eine empirische Überprüfung seiner Annahmen bei Muttersprachlern vor Ort erfolgte nicht. 1983 konnte der Linguist Ekkehart Malotki nachweisen, dass die Hopi über komplexe Möglichkeiten verfügen, Zeitformen auszudrücken. Damit war eine der zentralen Motivationen für den Aufbau der Sapir-Whorf-Hypothese hinfällig. Aber selbst der Whorf gegenüber sehr kritisch eingestellte Linguist Ekkehart Malotki zeigt, dass Whorf – auch wenn seine Analysen zum Hopi oft ungenau und simplifizierend sind – durch den Verweis auf die Unterschiedlichkeit grammatischer Systeme gezeigt hat, wie fruchtbar der Sprachvergleich und wie problematisch die Ableitung von Universalien allein aus der Erforschung germanischer und romanischer Sprachen ist.
- Eskimo-Sprache: Whorf behauptete, dass das Eskimo viele Wörter für Schnee besitze (siehe Eskimo-Wörter für Schnee). Dies relativiert sich aber stark, da das Eskimo im Grunde nur zwei Wurzeln für Schnee hat: aput für fallenden Schnee und quana für liegenden Schnee. Auf Grund der Grammatik des Eskimo – die Anzahl der möglichen Wortbildungen ist nahezu unermesslich – kann das Eskimo mit diesen beiden Wurzeln beliebig viele neue Wörter bilden, wie mit jeder anderen Wurzel auch. „Das berühmte Schnee-Beispiel sagt also eher etwas Interessantes über die Grammatik des Eskimo als über seine Lexik aus.“[42]

- Farbwörter: Als weit verbreiteter Beweis gegen die sprachliche Relativität werden die Farbstudien von Berlin/Kay herangezogen. Die These einer willkürlichen Einteilung des Farbspektrums erscheint durch die Untersuchung von Berlin/Kay (1969) widerlegt, wonach 11 Grundfarben („basic colour categories“) „sprachenübergreifend in übereinstimmender Weise durch eigene Wörter wiedergegeben werden, sofern solche Farbunterschiede benannt werden“. Dabei wurden „Universalien in Form von Implikationshierarchien“ festgestellt. Der linguistische Relativismus erscheint dadurch „widerlegt oder doch stark modifiziert“.[43] Allerdings kam es früh zu Kritik am Vorgehen in der Studie. Für 20 der untersuchten Farben wurde jeweils nur eine Gewährsperson gefragt – Seminarteilnehmer, die in den Vereinigten Staaten lebten und englisch sprachen. Ob die Befragung auf Englisch geführt wurde, blieb offen. Für die anderen Sprachen recherchierten Seminarteilnehmer in teils sehr alter Literatur.[44] Insofern war weder Objektivität noch eine Losgelöstheit von der englischen Sprache gegeben, die Mindestanforderungen an wissenschaftliches Arbeiten waren nicht erfüllt.[45] Es erstaunt daher wenig, dass die auf diese Weise ermittelten universellen Farbkategorien wie white, black, green, yellow identisch sind mit englischen Grundfarbwörtern. Außerdem wurde auf zahlreiche inhaltliche und sprachliche Fehler verwiesen,[46] die Kritiker dazu veranlassten davon auszugehen, dass die Autoren der Studie ihr Material nicht selbst zusammengestellt haben.[45] Trotz allem hielt sich der von Berlin/Kay erbrachte Gegenbeweis in der wissenschaftlichen Diskussion hartnäckig, wohl hauptsächlich, um dadurch das universalistische Gedankengut zu stützen.[47] Allerdings wiederholte Paul Kay in Kooperation mit Kollegen der Universität von Chicago seine Analyse im Jahre 2003, wobei er sich diesmal auf seltenere, nicht schriftlich überlieferte Sprachen indigener Völker konzentrierte.[48] In dieser Arbeit kommen die Forscher zu dem Schluss, dass sich auch bei diesen „eher exotischen“ Sprachen Bezeichnungen für 11 Grundfarben finden. Daraus ergebe sich, dass unabhängig von der Sprache alle Menschen Farben ähnlich wahrnehmen und einordnen.[49]

### Theoretische Kritik
Der Linguist Guy Deutscher urteilt über die Annahme, dass die Sprache, die wir zufällig sprechen, ein Gefängnis ist, welches unsere Vorstellungskraft beschränkt. […] Es ist kaum begreiflich, wie eine dermaßen groteske Ansicht derart weite Verbreitung finden konnte, da einem doch so viele Gegenbeweise in die Augen stechen, wo immer man hinblickt. Fällt ungebildeten Englischsprechern, die nie von dem deutschen Lehnwort „Schadenfreude“ gehört haben, die Vorstellung schwer, dass sich jemand am Unglück eines anderen Menschen weidet? Er räumt jedoch ein, dass die Vorstellung einer global homogenen Gedankenwelt ebenfalls überzogen sei; unter anderem auch sprachliche Besonderheiten könnten sehr wohl das Denken beeinflussen:

“Die geistigen Angewohnheiten, die uns in unserer Kultur seit unserer Kindheit anerzogen wurden, formen unsere Orientierung in der Welt und unsere emotionale Reaktion auf Objekte, die unsere Wege kreuzen. Und die Konsequenzen jener (kulturellen Angewohnheiten) gehen vermutlich weit über das hinaus was bisher in Experimenten herausgefunden wurde; sie könnten auch deutlichen Einfluss auf unsere Überzeugungen, Werte und Ideologien haben.”

„The habits of mind that our culture has instilled in us from infancy shape our orientation to the world and our emotional responses to the objects we encounter, and their consequences probably go far beyond what has been experimentally demonstrated so far; they may also have a marked impact on our beliefs, values and ideologies.“